# Marcello Mascherini
Marcello Mascherini (* 14. září 1906 Udine – 19. února 1983, Padova) byl italský sochař a scénograf.

## Život a dílo
Mascherini se narodil v roce 1906 v severoitalském Udine. Přijal jméno matky Marie Luigi Mascarin, protože jeho otec, pocházející z bohaté rodiny zlatníků v Pordenone, své otcovství nepřiznal. Roku 1912 se s matkou přestěhoval do Terstu.
Za první světové války uprchl do Isernie, kde se naučil základy sochařství v místním Istituto d'arte. Od roku 1920 studoval dekorativní sochařství na uměleckoprůmyslové škole Istituto Industriale, “Alessandro Volta” v Terstu u prof. Alfonso Canciani. Školu ukončil roku 1924, ale pro další studium na vysoké škole mu chyběly prostředky. Pravidelně vystavoval od roku 1924. Svou první autorskou výstavu měl v Circolo Alessandro Manzoni v Terstu (1925), a od roku 1928 se účastnil na výstavách organizovaných na regionální i národní úrovni spolkem Sindacato delle Belle Arti. Roku 1929 obdržel stříbrnou medaili Ministerstva školství.
Roku 1931 se na Římském quadrienále (Quadriennali di Roma) seznámil s dílem Arturo Martiniho, které hluboce ovlivnilo styl jeho další sochařské práce. Na quadrienále pak vystavoval pravidelně a roku 1948 a 1959/60 zde měl vlastní expozici.
Od roku 1938, kdy byl poprvé pozván na bienále v Benátkách, pak vystavoval na následujících jedenácti přehlídkách a v letech 1938, 1942, 1954 a 1962 zde měl vlastní expozici. Roku 1950 obdržel na Bienále první cenu. Mimo to byl účastníkem na Biennale d’Arte Triveneta a přehlídkách bronzové plastiky v Padově mezi lety 1951-1973. V letech 1940-1943 získal řadu prestižních ocenění v Itálii.
Od roku 1931, kdy vytvořil bronzové plastiky pro námořní lodě Il Duce a Il Re pak ve spolupráci s architekty získával zakázky pro vnitřní zařízení lodí až do roku 1966 (Achille Lauro).
Na pátém Trienále v Miláně roku 1933 vystavil sochu Ikarus, která se stala symbolem přehlídky a byla široce publikována ve světovém tisku.

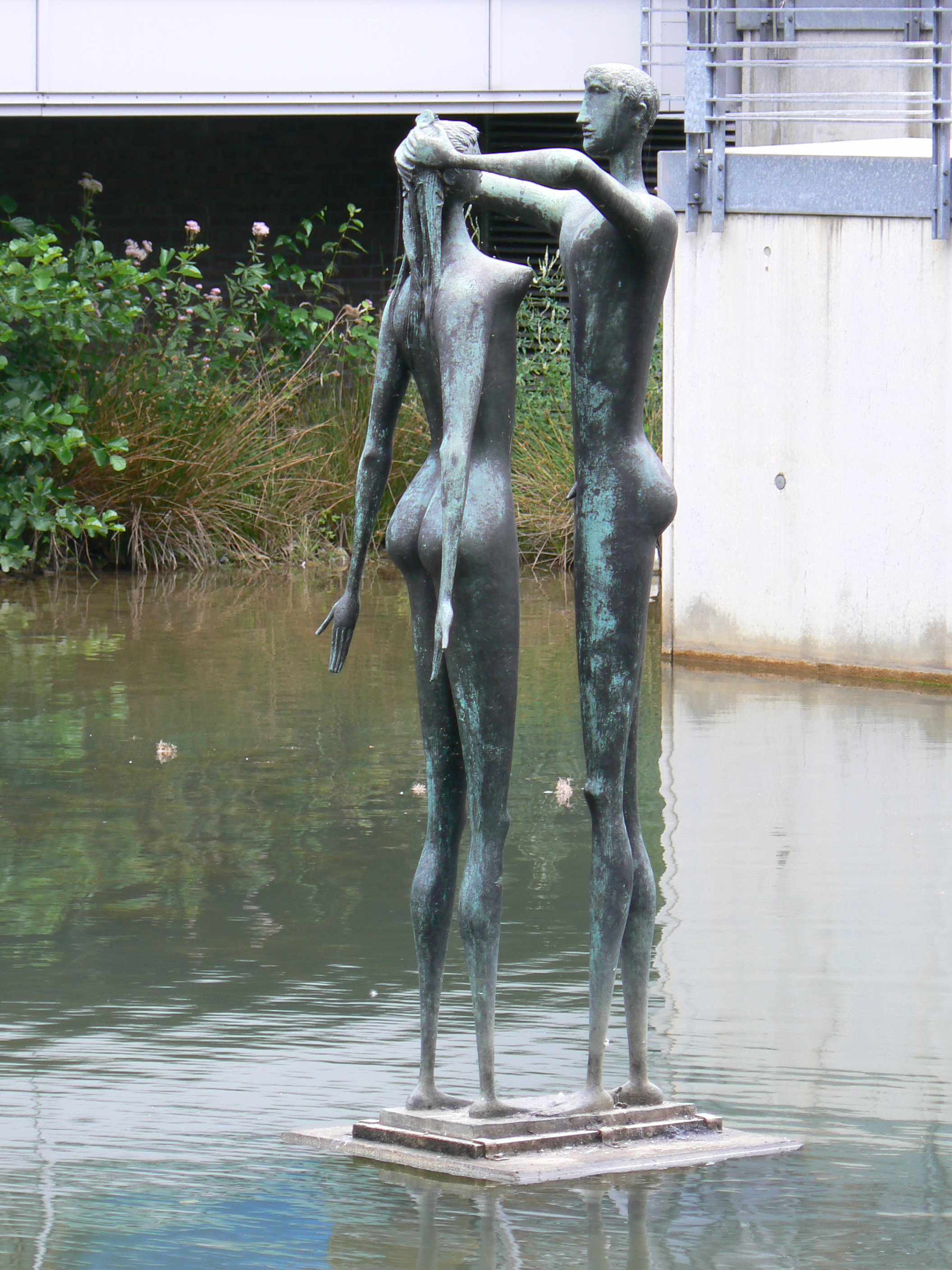
Marcello Mascherini, Cantico dei Cantici (1957), Marl

V roce 1951 Mascherini poprvé cestoval do Paříže. Roku 1953 zde měl autorskou výstavu v galerii Galerie Drouant – David, navštívil Ossipa Zadkina a ateliér Constantina Brancusiho a díky zájmu o divadlo se seznámil s Borisem Vianem a Jean-Louis Barraultem. V následujících letech se stal známým v Evropě a po druhé světové válce zastupoval spolu s Giacomo Manzù a Emilio Greco moderní italské sochařství.

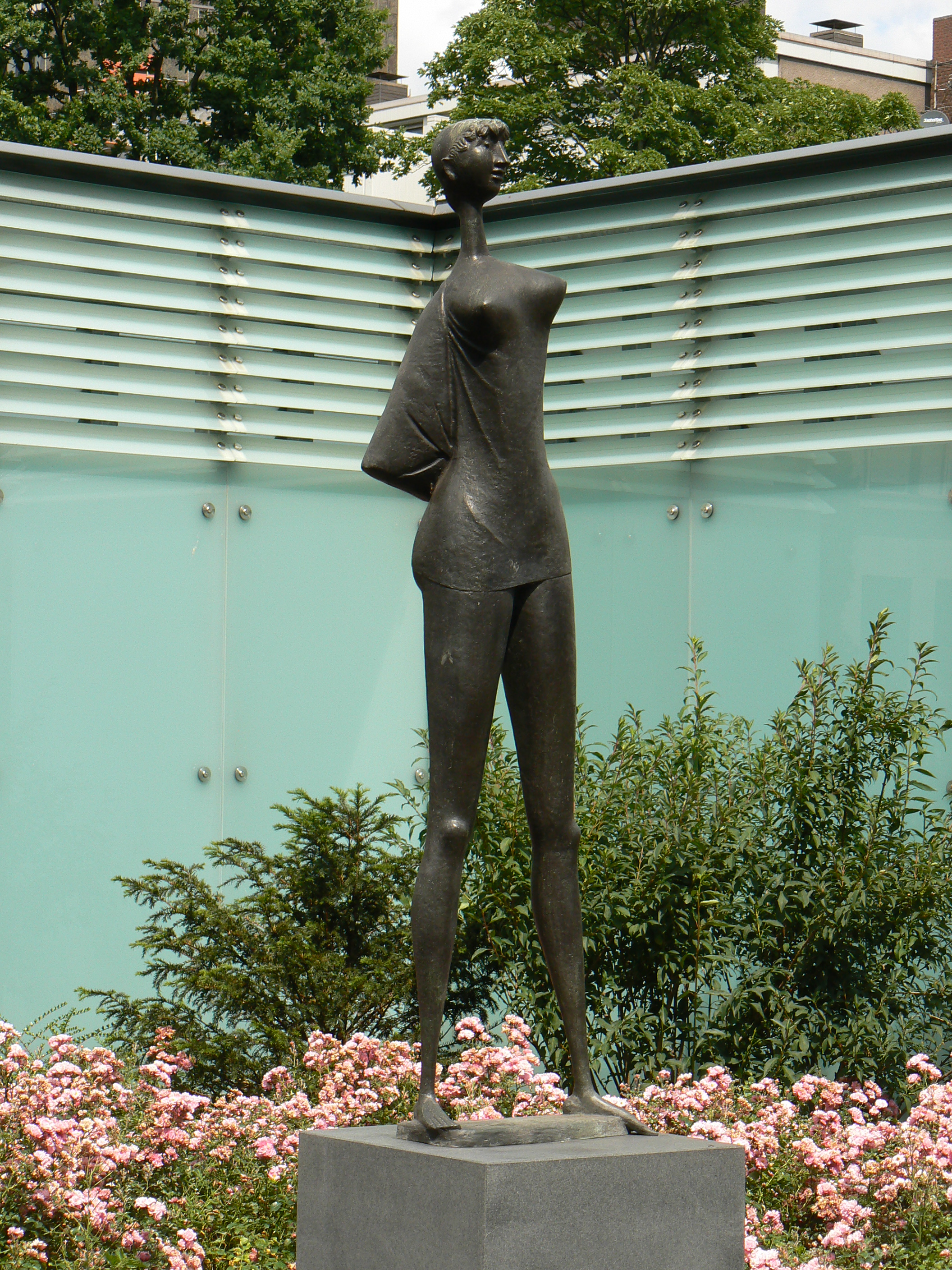
Marcello Mascherini, Tristata (1960), Duisburg

Poté, co se zúčastnil soutěže na památník obětí koncentračního tábora v Osvětimi (1958/59), se jeho sochy z dosavadních hladkých a protáhlých forem změnily a nabyly naturalistické a expresivní rysy.
Vystavoval mimo jiné v Budapešti (1936, čestný diplom, 1938, zlatá medaile), Bernu, Lienz, Sydney, Světové výstavě v Paříži (1937, stříbrná medaile), New Yorku (1939), San Franciscu, bienále Sao Paulo (1953, ocenění), Mnichově (1957), Tokyu (1968, 1972), Vídni (1977).
V 70. letech prošel osobní krizí, opustil figuru a vytvořil sérii téměř čtyřiceti fantaskních a mytických soch bronzových květů (Fiori, 1972-74). Jednou z jeho posledních prací bylo v roce 1981 poprsí irského autora Jamese Joyce v městském parku v Terstu.
Od roku 1948, kdy poprvé navrhl scénu a kostýmy pro představení v divadle v Terstu se zde podílel na 25 představeních až do roku 1974. V letech 1969 a 1970 navrhl scénu a kostýmy pro představení Mozartova Don Giovanniho v Římské opeře.
Od roku 1940 byl členem nejrůznějších grémií a výstavních komisí, v letech 1966-69 členem národní komise při UNESCO, členem Akademií v Udine, Římě, Bruselu, Benátkách, Bologni, Florencii a členem Rotary klubu v Terstu.

### Vybraná díla
- 1936 Estate, sbírka , Galleria d'Arte Moderna v Terstu [2]
- 1951 Bagnante [3]
- 1952 Ritratto di Villafranca, Kröller-Müller Museum v Otterlo
- 1957 Icaro
- 1957 Cantico dei Cantici, Skulpturenmuseum Glaskasten, Marl
- 1957 Saint Francis, Middelheim Open Air Sculpture Museum v Antverpách
- 1958 Incoronazione di Maria, Chiesa Nuova di S. Antonio Abate, Recoaro Terme (Vicenza)
- 1959 Susanna, Galleria d'Arte Moderna Ca'Pesaro v Benátkách[4]
- 1960 Tristata, König Strasse v Duisburgu
- 1968 Primavera, Hakone Open Air Museum, Yokohama
- 1971 Amedeo di Savoia-Aosta, Park na zámku Miramare v Terstu